# Hard rock
Hard rock é um estilo musical, subgênero do rock que tem suas raízes do rock de garagem e psicodélico do meio da década de 1960, que se caracteriza por ser consideravelmente mais pesado do que a música rock convencional, e marcada pelo uso de distorção, uma seção rítmica proeminente, arranjos simples e um som potente, com riffs e solos de guitarra pesada. 
A formação típica era constituída por bateria, baixo, guitarra, e algumas vezes, um piano ou teclado, além de um vocalista que muitas vezes se utilizava de vocais agudos e roucos. Nos finais dos anos 1960, os termos hard rock e heavy metal eram praticamente usados como sinônimos, mas o último gradualmente começou a descrever um estilo de música tocado ainda com mais volume e intensidade. Há ainda outra diferença chave, entre ambos sub-gêneros: Enquanto o hard rock manteve sua identidade blues e algum swing na batida, as melodias do metal são frequentemente ditadas por riffs agressivos de guitarra, desprovidos de swing.

## História
O hard rock surgiu nos anos 1960, esse termo começou a ser usado para descrever bandas que tinham um som potente, em oposição ao soft rock que é geralmente mais amigável às rádios e orientado ao pop. 
Foi muito influenciado pelo blues; a escala usada mais frequentemente no gênero é a pentatônica, uma escala típica do blues. Ao contrário do rock and roll tradicional, que tinha elementos do blues "antigo", o hard rock incorpora elementos do "blues britânico", um estilo de blues tocado com instrumentos mais modernos. No entanto, a característica que o separavam das formas tradicionais do blues e do hard rock, é que este último raramente se restringia aos acordes I, IV e V, que à época predominavam no blues de doze ou blues de dezesseis compassos, o substituindo por outros acordes, geralmente os maiores, com raízes nas tonalidades de escala menor.
O termo hard rock é usado atualmente para definir aquelas bandas de rock que tinham ou ainda têm um som muito pesado e veloz para serem identificadas apenas como rock and roll, mas que também não têm ou não tinham um som tão pesado para serem identificadas como heavy metal. O termo é associado erroneamente a diversos estilos do rock ou, até mesmo, do heavy metal, que têm aspectos em comum apenas por estarem igualmente distantes do pop rock — embora esta associação não seja correta. Alguns exemplos disto são o punk rock, que usa tempos mais rápidos, menos melodia, menos riffs e letras mais agressivas do que o hard rock. O grunge, no entanto, surge do próprio pós-punk, e divide a mesma agressividade nas letras e forte crítica social.

### Inícios (década de 1960)

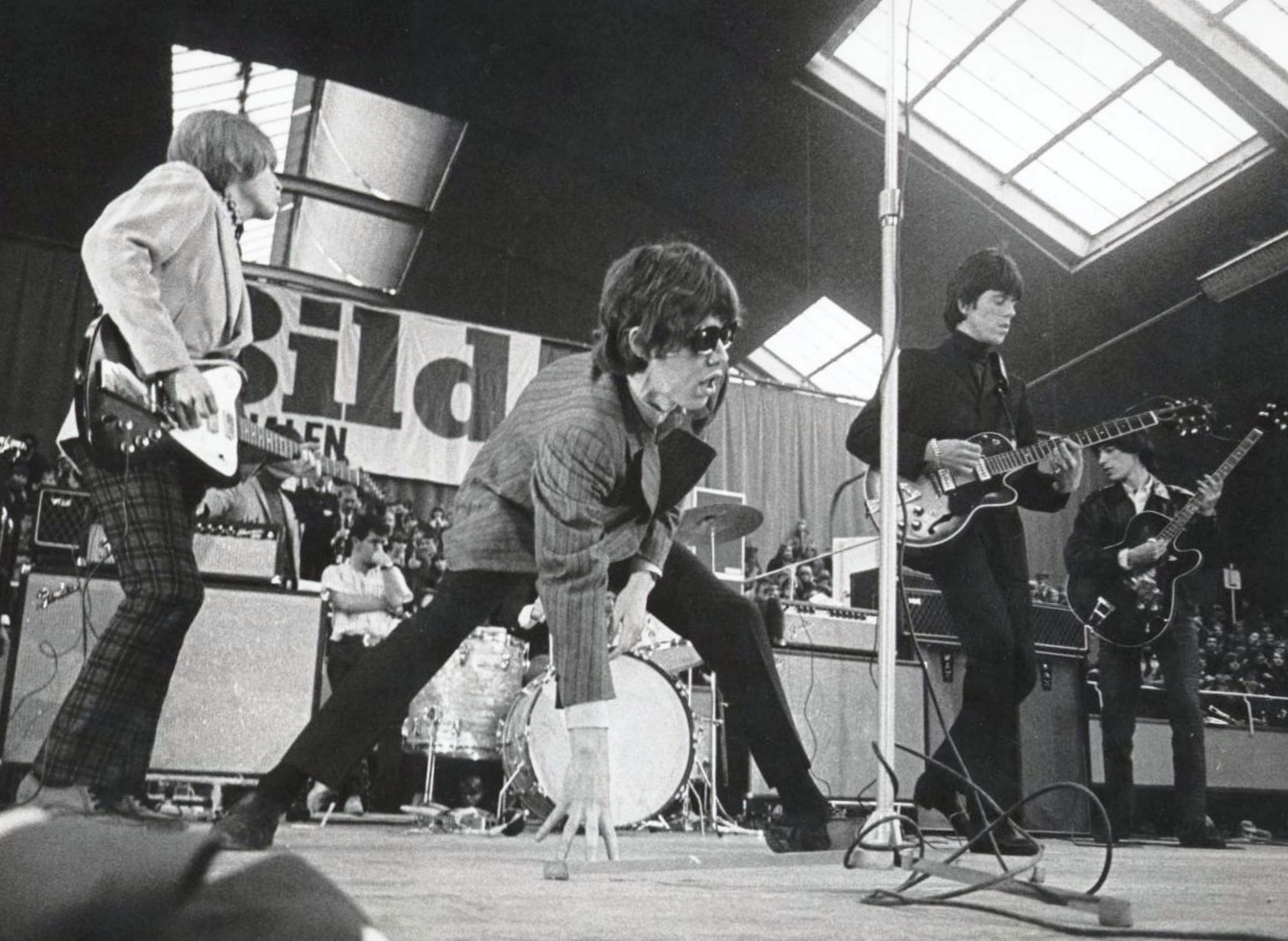
Rolling Stones em 1966

Uma das principais influências do hard rock é o blues, especialmente o blues britânico. Bandas de rock britânicas, como o Cream, Rolling Stones, The Yardbirds, The Who e The Kinks modificaram o rock and roll, adicionando sons mais duros, riffs de guitarra mais pesados, uma bateria bombástica e vocais mais altos. Este som criou a base do hard rock. As primeiras formas do estilo podem ser ouvidas nas canções "You Really Got Me", do Kinks, "Shapes of Things", do Yardbirds, "My Generation" do The Who e "(I Can't Get No) Satisfaction" dos Rolling Stones
Nesse mesmo tempo, nos Estados Unidos, o guitarrista Jimi Hendrix produzia uma forma de rock psicodélico, influenciado pelo blues, que combinava elementos do jazz para criar um gênero único. Foi um dos primeiros guitarristas a experimentar como novos efeitos de guitarra, como phaser, microfonia e distorção, juntamente com Dave Davies, do Kinks, Pete Townshend do The Who, Eric Clapton, do Cream, e Jeff Beck, do Yardbirds.
O hard rock se firmou com bandas britânicas do fim da década de 1960, como Led Zeppelin, que misturava a música das bandas pioneiras do país com uma forma mais intensa de blues rock e acid rock. Deep Purple também contribuiu com inovações no gênero, nos seus álbuns Shades of Deep Purple (1968), The Book of Taliesyn (1968) e Deep Purple (1969), mas só se destacaram a partir do seu quarto álbum, In Rock (1970),  marcadamente mais pesado. Led Zeppelin (1969), o primeiro álbum da banda homônima, e Live at Leeds (1970), do The Who, são obras que marcam este período inicial de hard rock. As origens do blues são muito claras nestes álbuns, ao mesmo tempo que canções de artistas já conhecidos do blues também foram adaptadas ou mesmo interpretadas por eles.

### Era inicial (década de 1970)

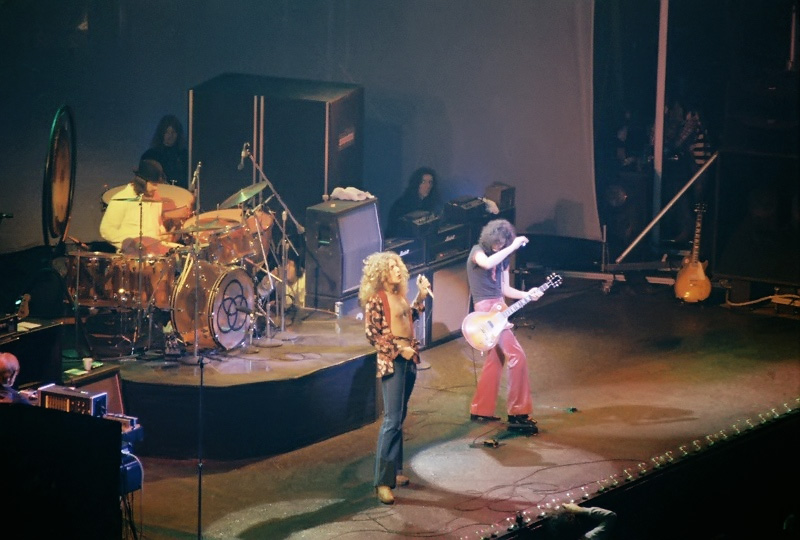
Led Zeppelin ao vivo no Chicago Stadium em 1975.

O terceiro álbum do Led Zeppelin, Led Zeppelin III (1970), estava mais próximo do folk rock do que o anterior, porém mantinha os aspectos mais pesados de sua música. Em 1971 o The Who lançou seu aclamado álbum Who's Next.
A transformação do hard rock feita pelo Deep Purple continuou em 1972, com seu álbum Machine Head, considerado um dos primeiros álbuns de heavy metal - embora membros da banda recusem este rótulo. Duas canções do álbum, em especial, obtiveram muito sucesso: "Highway Star" e "Smoke on the Water"; o riff principal da última, feito de quatro power-chords, fez dela a música "tema" da banda. Nazareth, uma banda escocesa, era responsável por uma variante de hard rock que comercializou o gênero ainda mais, através de seu álbum Hair of the Dog, de extremo sucesso e que, por sua vez, influenciou diversas outras bandas.
Durante a década de 1970 o hard rock se ramificou numa série de subgêneros; em 1972 o pioneiro do rock macabro, Alice Cooper, colocou o hard rock nas paradas de sucesso, com seu álbum School's Out, que ficou entre os dez mais vendidos daquele ano. No ano seguinte, Aerosmith, Queen e Montrose lançaram seus álbuns de estreia, demonstrando as diversas direções para qual o hard rock estava se deslocando. Em 1974 o Bad Company lançou seu álbum de estreia, e o Queen lançou seu terceiro disco, Sheer Heart Attack, com a faixa "Stone Cold Crazy" - que influenciou diversos artistas do thrash metal posterior, como Metallica e Megadeth. O Queen utilizou-se de vocais e guitarras superpostas, misturando o hard rock com o glam rock, rock progressivo e até mesmo com a ópera. O Kiss lançou seus primeiros três álbuns, Kiss, Hotter Than Hell e Dressed to Kill, em pouco mais de um ano, conseguindo um tremendo sucesso comercial com seu álbum duplo ao vivo, Alive!, em 1975,o Grupo Australiano AC/DC lança seu primeiro álbum internacional o High Voltage. O trio canadense Rush lançou dois álbuns distintivamente hard rock em 1974 e 75, Rush e Fly by Night, antes de mudar definitivamente rumo a um som mais progressivo.
No meio da década Aerosmith lançou os inovadores Toys in the Attic e Rocks, que incorporaram elementos do blues e do hard rock, e influenciariam no futuro outros artistas, como Metallica, Guns N' Roses e Mötley Crüe Van Halen, entre outros. Em 1976, o Boston lançou seu álbum de estreia, extremamente bem-sucedido, enquanto o Heart abriu o caminho para as mulheres no gênero, com o lançamento naquele ano de seu álbum de estreia, Dreamboat Annie.
A banda irlandesa Thin Lizzy, que já existia desde a década anterior, obteve sucesso comercial a partir de 1976, com seu álbum Jailbreak e especialmente o seu single principal, "The Boys Are Back in Town."
À saída em 1975 do guitarrista do Deep Purple, Ritchie Blackmore (que formou o Rainbow naquele mesmo ano) seguiu-se a morte repentina do seu substituto, Tommy Bolin, em 1976, e a banda se dissolveu. Em 1978 o baterista do The Who, Keith Moon, morreu enquanto dormia, vítima de uma overdose. Com o surgimento da música disco nos Estados Unidos e do punk rock no Reino Unido, o hard rock começou a perder popularidade; o punk, em especial, assumiu o papel de rebeldia que o hard rock costumava ter. Enquanto isso, o Black Sabbath se distanciou do aspecto sombrio de seus primeiros trabalhos, com álbuns como Technical Ecstasy.
Nessa mesma época, em contramão a queda do hard rock, o guitarrista Ted Nugent começa a se destacar depois da dissolução da sua antiga banda The Amboy Dukes, alcançando hits como Cat Scratch Fever, Stranglehold e Free-for-All.
Van Halen, outra banda importante no hard rock, surgiu em 1978. Sua música baseava-se principalmente nas habilidades de Eddie Van Halen na guitarra, que popularizou uma técnica do instrumento conhecida como tapping, demonstrada com clareza na canção "Eruption", do álbum Van Halen.
Em 1979 as diferenças entre o hard rock e o movimento heavy metal, que começava a se popularizar, foram acentuadas quando a banda australiana de hard rock, AC/DC, lançou seu segundo álbum mais vendido, Highway to Hell. A música da banda baseava-se explicitamente no rhythm & blues e no hard rock do início da década, e o grupo recusava abertamente o rótulo de "heavy metal".

### Segunda era (década de 1980)

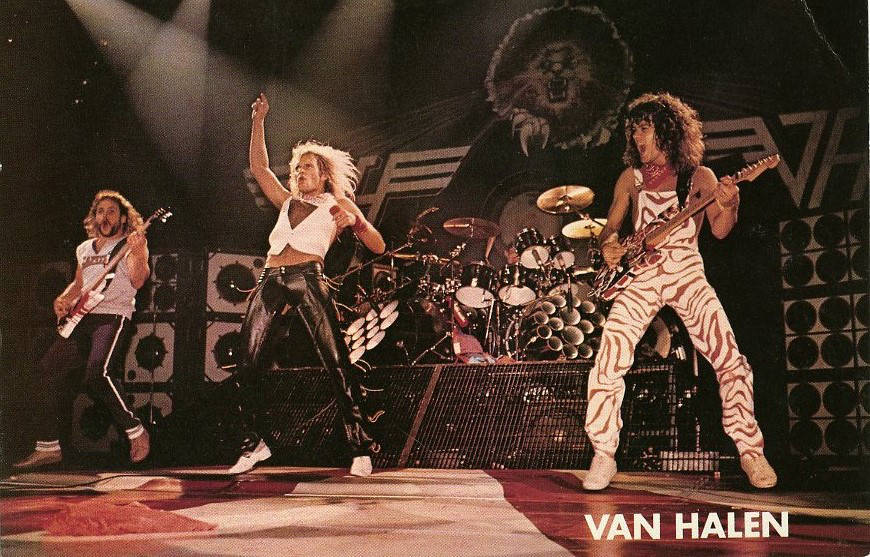
Van Halen, Live on Stage (NBY 2054)

Em 1980 o Led Zeppelin acabou, após a morte acidental do baterista John Bonham, após uma overdose. Bon Scott, o cantor principal do AC/DC, também morreu no mesmo ano, por motivos similares. Com estas mortes, a primeira onda do chamado hard rock "clássico" veio ao fim. Algumas bandas, como o Queen, se afastaram de suas raízes no hard rock, em direção ao pop rock. No mesmo ano o AC/DC gravou o álbum Back in Black, com seu novo cantor, Brian Johnson; o disco foi o quinto álbum mais vendido de todos os tempos nos Estados Unidos, e obteve grande sucesso ao redor do mundo. Ozzy Osbourne, ex-vocalista do Black Sabbath, lançou seu primeiro álbum solo, Blizzard of Ozz, com o guitarrista americano Randy Rhoads.
Em 1981 a banda britânica de hard rock Def Leppard lançou o seu segundo álbum, High 'N' Dry, com canções como "Bringin' on The Heartbreak." A banda americana Mötley Crüe surgia com o glam metal, com seu lançamento, Too Fast for Love. No ano seguinte o estilo se expandiu, com bandas como Twisted Sister e Quiet Riot.
Em 1983 o Def Leppard lançou o álbum Pyromania, que chegou à segunda posição nas paradas americanas. O mesmo álbum ainda continha as músicas "Foolin'" e "Too Late for Love", que chegaram às paradas. "Photograph" também foi o videoclipe mais exibido na MTV naquele ano, ultrapassando até mesmo as marcas obtidas por "Thriller", clipe de extremo sucesso então do cantor Michael Jackson.
Naquele mesmo ano Mötley Crüe lançou o álbum Shout at the Devil, que fez muito sucesso. 1984, do Van Halen, também foi muito bem-sucedido, chegando ao segundo lugar nas paradas de álbuns da revista americana Billboard; e vendeu mais de 10 milhões de copias. No mesmo ano o Scorpions lançava o disco Love At First Sting, que vendeu 13 milhões de copias e conquistam de vez o povo americano graças às músicas Still Loving You e Rock You Like A Hurricane, o álbum Love At First Sting gerou o segundo álbum ao vivo: World Wide Live.
Após diversas mudanças de formação, e um hiato de oito anos, a formação clássica do Deep Purple, responsável pelo Machine Head, fez um retorno bem-sucedido no fim de 1984, quando lançou Perfect Strangers. O álbum chegou ao quinto lugar nas paradas do Reino Unido, e sexto na Billboard 200, nos EUA.
O fim da década viu um dos períodos de maior sucesso comercial do estilo. Diversas bandas e intérpretes do gênero conseguiram emplacar seus sucessos nas principais paradas. Um destes foi o álbum Slippery When Wet (1986), da banda americana Bon Jovi, que se tornou o primeiro álbum de hard rock a conter três singles a atingir o Top 10 da Billboard (e no top 15 das paradas britânicas), e vendeu 28 milhões de cópias. Outro álbum de sucesso comercial foi The Final Countdown, do grupo sueco Europe, lançado também em 1986, e vendeu 15 milhões de cópias, colocando 3 singles no top 30 da Billboard (e no top 22 das paradas britanicas). Também neste ano, o Van Halen lançou o seu primeiro álbum com Sammy Hagar nos vocais, que substituiu Dave Lee Roth; o álbum 5150 chegou ao primeiro lugar, onde permaneceu por três semanas, e vendeu mais de seis milhões de cópias nos EUA.
No ano seguinte vieram dois dos maiores sucessos do gênero da década, na forma de Appetite for Destruction, da banda californiana Guns N' Roses, e Hysteria, do Def Leppard; os dois chegaram na primeira posição na parada de álbuns da Billboard. Appetite for Destruction produziu três singles a chegarem ao Top 10 e vendeu mais de 40 milhões de copias ate hoje, incluindo "Sweet Child O' Mine". Hysteria foi responsável por sete hits, e vendeu 28 milhões de copias. Naquele mesmo ano o Mötley Crüe lançou Girls, Girls, Girls, o Aerosmith marcou o seu retorno com o álbum Permanent Vacation e o Whitesnake lançou o seu álbum homônimo, vendendo 17 milhoes de copias.
Em 1988 e 1989 os sucessos de maior destaque no gênero foram New Jersey, de Bon Jovi, Pump, do Aerosmith, OU812, do Van Halen, e Dr. Feelgood, de Mötley Crüe. Em 1988 a banda Skid Row foi formada, e seu primeiro álbum, Skid Row, foi lançado no ano seguinte, chegando à sexta posição na Billboard 200. No mesmo ano o Mr. Big foi formado, embora só tenha obtido relativo sucesso na década seguinte, com o hit "Green-Tinted Sixties Mind", em 1991, e no ano seguinte, com a "acústica" "To Be With You", primeiro lugar na Billboard Top 100.

### Terceira fase (década de 1990 - presente)

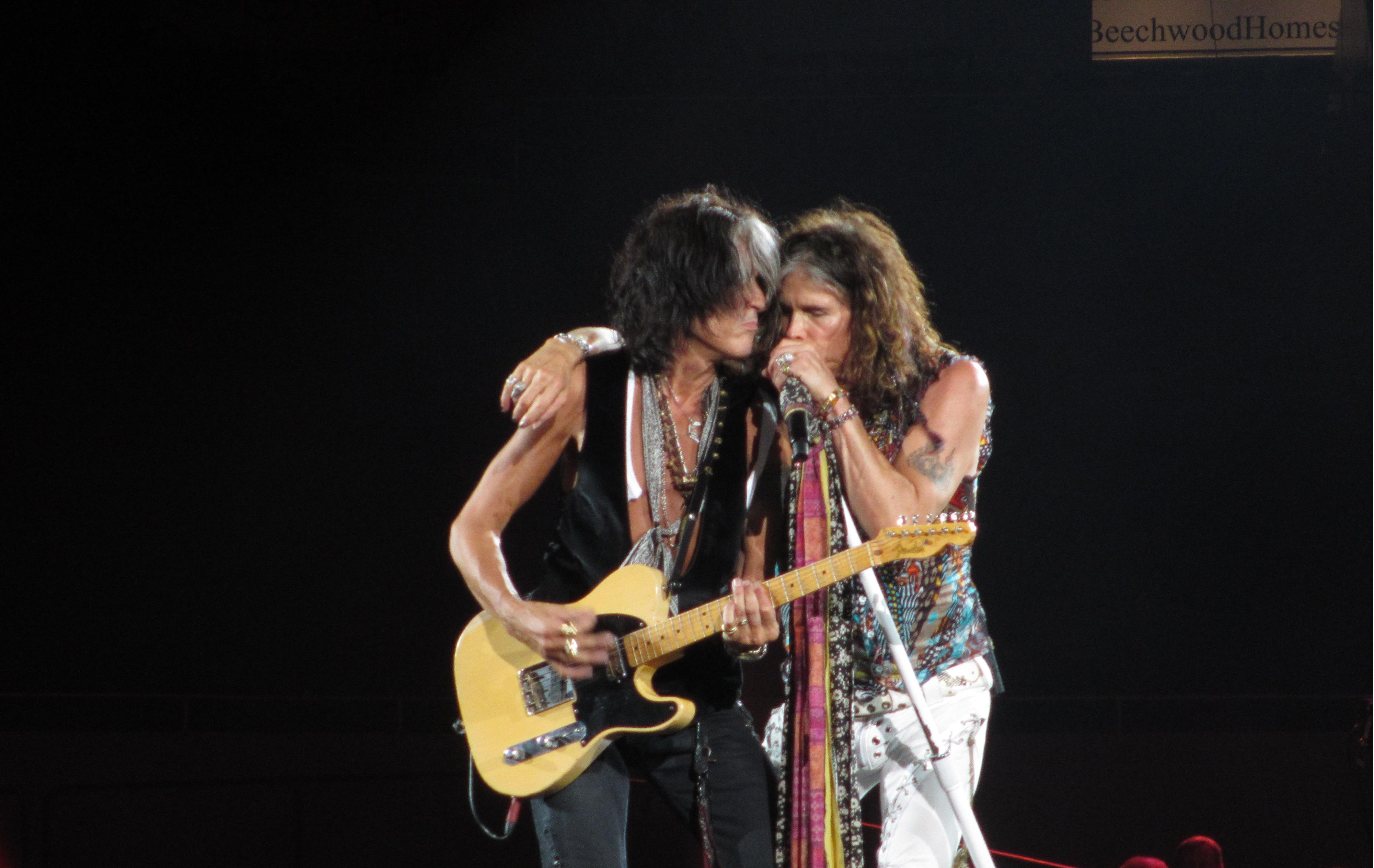
Aerosmith no Nassau Colliseum em 2012

O início da década de 1990 foi dominado a princípio pelo Guns N' Roses, Metallica e Van Halen. Os lançamentos de "Metallica" (Black Album"), Use Your Illusion I e Use Your Illusion II (Guns N' Roses) e For Unlawful Carnal Knowledge (Van Halen), em 1991, todos vencedores de discos de platina, mostraram esta popularidade. Estas bandas entraram em declínio, no entanto, à medida que sua música e suas atitudes tornaram-se mais e mais decadentes, e se perderam em seus próprios excessos. No mesmo ano uma nova forma de hard rock evoluiu para um estilo novo, que chegou ao mainstream.
O grunge combinava elementos do punk hardcore e do heavy metal ao hard rock, formando um som sujo, que usava a distorção, o fuzz e a microfonia, juntamente com letras com temas mais soturnos do que seus antecessores. Embora a maior parte das bandas de grunge, como Nirvana, Pearl Jam e L7, tivessem um som que contrastava com as formas mais populares do hard rock, uma minoria delas (por exemplo o Alice in Chains, Mother Love Bone e Soundgarden) eram mais influenciados pelo hard rock das décadas anteriores. Todas as bandas do grunge tinham em comum, no entanto, a rejeição à atitude machista, modista e focada no rock de arena do hard rock naquela época.
Outras bandas começaram a fundir o hard rock e o metal com as influências mais ecléticas possíveis; estes grupos foram descritos posteriormente como metal alternativo, um desenvolvimento do rock alternativo. Algumas, como o Primus, Red Hot Chili Peppers, Rage Against the Machine, Living Colour e White Zombie, misturavam o funk com o hard rock e o metal. O Faith No More (juntamente com o Mr. Bungle, banda paralela do vocalista Mike Patton) fundiam diversos gêneros com o hard rock, desde o rap até o soul. As influências de glam metal do The Darkness ajudaram a empurrar a banda para os topos das paradas do início da década de 2000, e, no meio da década, bandas como Jet, Wolfmother, White Stripes, The Answer, The Glitterati, The Datsuns, e Towers of London popularizaram-se, após um revival do rock de garagem. A década também viu reuniões e turnês subsequentes de bandas como Rage Against the Machine, Stone Temple Pilots e Living Colour, além de Van Halen e Black Sabbath e até mesmo performances esporádicas do Led Zeppelin.
Algumas das bandas de hard rock das décadas de 70 e 80 conseguiram administrar carreiras altamente bem-sucedidas por todas as décadas seguintes, muitas vezes tendo de se reinventar constantemente, e explorar estilos musicais diferentes; entre elas estão Aerosmith, Deep Purple e Bon Jovi. O Aerosmith lançou dois álbuns que chegaram na 1ª posição, um que chegou à 2ª e um que chegou na 5ª, além de oito singles no Top 40 (incluindo "I Don't Want to Miss a Thing" que ficou 4 semanas no topo da Billboard Hot 100 e foi nomeado ao Oscar como trilha sonora do filme Armageddon) desde o lançamento de 1989, Pump. O Deep Purple, reforçado pela adição de um virtuoso da guitarra, Steve Morse, no meio da década de 1990, continuou a lançar álbuns de estúdio ocasionais, e saiu em turnês bem-sucedidas. O Bon Jovi lançou cinco álbuns que conseguiram pelo menos o disco de platina (incluindo Cross Road que vendeu mais de 20 milhões de cópias e se tornou uma das coletâneas mais vendidas e populares da história, e incluía o hit "Always", que ficou por seis meses no top 10 da Billboard Hot 100), teve três álbuns que chegaram nas primeiras posições (em 2007 ,em 2009 e em 2013), e emplacou oito singles no Top 40 desde New Jersey, de 1988. Além de ter entrado para a história em 2006 com a música "Who Says You Can't Go Home", sendo a primeira música de uma banda de rock a ficar em primeiro lugar nas paradas de rádios de música Country. Além disso teve as turnês mais lucrativas do mundo em 2008 ,2010 e 2013. A banda de rock sueca Ghost é um dos grupos de hard rock atuais com maior destaque, iniciada em 2006 com a proposta de soar semelhante às bandas de hard rock dos anos 70 e 80, a banda já foi 4 vezes indicada aos Grammy Awards, tendo vencido 1 vez na categoria "Melhor Performance de Metal" pela canção "Cirice".

## No Brasil

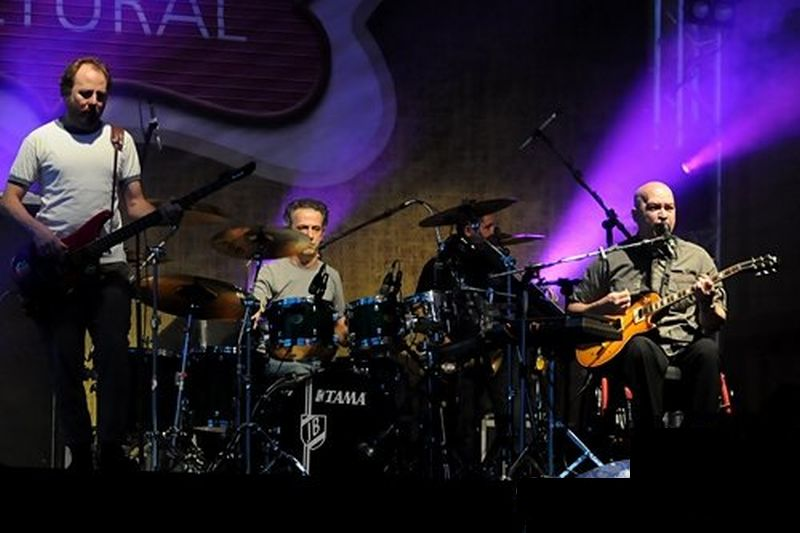
Paralamas do Sucesso em Brasília (2008)

Enquanto o hard rock lançava suas primeiras raízes fora do país, o Brasil vivia a época da Bossa Nova, Jovem Guarda, e do Tropicalismo (embora este último movimento citado, assim como o Clube da Esquina foram os pioneiros em integrar o rock à MPB); só no começo dos anos 1980 a música passou a ter reflexos reais no país.
No início da década as rádios de rock brasileiras foram inundadas de fitas-demo, enviadas por bandas em busca de divulgação. Naquela época, a cena musical do país ainda vivia um momento bastante pop, iniciado pela rádio Fluminense FM, do Rio de Janeiro e por bandas como Ira!, Ultraje a Rigor, Titãs do Iê-Iê, Kid Abelha e os Abóboras Selvagens, Paralamas do Sucesso e outras, que faziam sucesso na mídia. Em 1985, a FM 97 Rock, emissora situada em Santo André e uma das primeiras a dirigir sua programação ao público de rock, lançou o programa Reynação, que tocava tanto raridades do gênero quanto bandas novas. Com a criação desse espaço, o cenário passou a absorver mais grupos, que surgiam dia após dia, inspirados pela grandeza que seus ídolos alcançavam no exterior.
Enquanto isso, os músicos de hard rock continuaram fazendo seus LPs de forma independente, contando com a ajuda do selo Baratos Afins e outras pequenas gravadoras. Alguns conseguiram certo destaque, como o Golpe de Estado, que chegou a lançar alguns álbuns e a tocar bastante nas rádios; os shows hard-heavy realizados nos clubes, bares e becos da época eram sempre concorridos. Outra banda que começou de forma independente foi a Rosa Tattooada, banda gaúcha que surgiu no final dos anos 1980, e que em 1990 lançou seu primeiro cd de nome homônimo. O CD teve grande repercussão e dois anos mais tarde a banda regrava seu primeiro CD pela gravadora Sony. A banda também ficou conhecida no resto do país por ter aberto dois shows do Guns N' Roses na Use Your Illusion Tour em São Paulo e Rio de Janeiro. Em 2010 a banda novamente abre para o Guns N' Roses, que estava na turnê do álbum Chinese Democracy, porém, desta vez na cidade natal da banda: Porto Alegre.
No final dos anos 1980 e início dos anos 1990 surgem bandas como a Yahoo, Centúrias, Ave de Veludo, Sangue da Cidade, Salário Mínimo, A Chave do Sol, Platina, Anjos da Noite. Ao mesmo tempo, bandas e músicos veteranos que vinham dos anos 1960 e 1970 entraram na cena, como O Peso, Made in Brazil, Patrulha do Espaço (pós-Arnaldo Baptista), Harppia, Robertinho do Recife, "Rita Lee & Tutti-Frutti" e a Taffo banda do guitarrista Wander Taffo. Desta última participaram Andria Busic e Ivan Busic, que nos anos 1990 fizeram sucesso com o Dr. Sin, ao lado de Eduardo Ardanuy.O gênero conseguiu até uma boa aceitação, especialmente em certas cenas culturais e círculos alternativos, porém ainda não teve uma real explosão popular no Brasil.